# Confession d'Augsbourg
La confession d'Augsbourg (Confessio Augustana) est un texte majeur du luthéranisme présenté le 25 juin 1530 à l'empereur Charles Quint lors de la diète d’Augsbourg.

## Présentation et rejet de la Confession
Depuis le Xe siècle, les chefs du Saint-Empire romain germanique se réunissaient dans la ville libre d'Augsbourg pour régler les affaires d'importance concernant l'Empire. Charles Quint convoque la diète d'Augsbourg de juin à novembre 1530, qui pose la question de la soumission des princes du Saint-Empire convertis à la réforme luthérienne.
Au début de 1530, le comte Jean de Saxe avait demandé à Martin Luther de fixer la doctrine évangélique pour ses États et, en mars 1530, Luther, venu de la ville voisine de Wittemberg, avait rédigé avec ses collaborateurs Jonas, Melanchthon et Bugenhagen la « confession de Torgau ».

Le 25 juin 1530, les protestants, sept princes luthériens et deux villes impériales, présentent au souverain un compromis issu de la confession de Torgau, la confession d'Augsbourg. Il s'agit du texte fondateur du luthéranisme, rédigé par Philippe Melanchthon sur la base des premières considérations sur la foi de Martin Luther, alors au ban de l’Empire. 
« L'année 1530 fut celle des confessions de foi. Le 25 juin on fit lecture à Augsbourg devant la Diète et l'Empereur, de cette confession rédigée par une équipe de théologiens sous la direction de Melanchthon et approuvée par Luther, dont elle atténuait, par souci de conciliation, les positions personnelles. »
Le prudent disciple de Luther avait inséré dans cette déclaration de foi quelques modifications propres à concilier les esprits. Son but était de rédiger un texte présentant correctement les croyances des réformateurs et d'obtenir un texte acceptable par les catholiques de l'Empire.
Le 3 août 1530, les théologiens catholiques rédigent une réponse, la Réfutation. Charles Quint refuse d'entendre la réponse proposée par les réformateurs le 22 septembre. Il fait proscrire la confession par la Diète, où les députés catholiques se trouvent en majorité.

## Le contenu de la confession

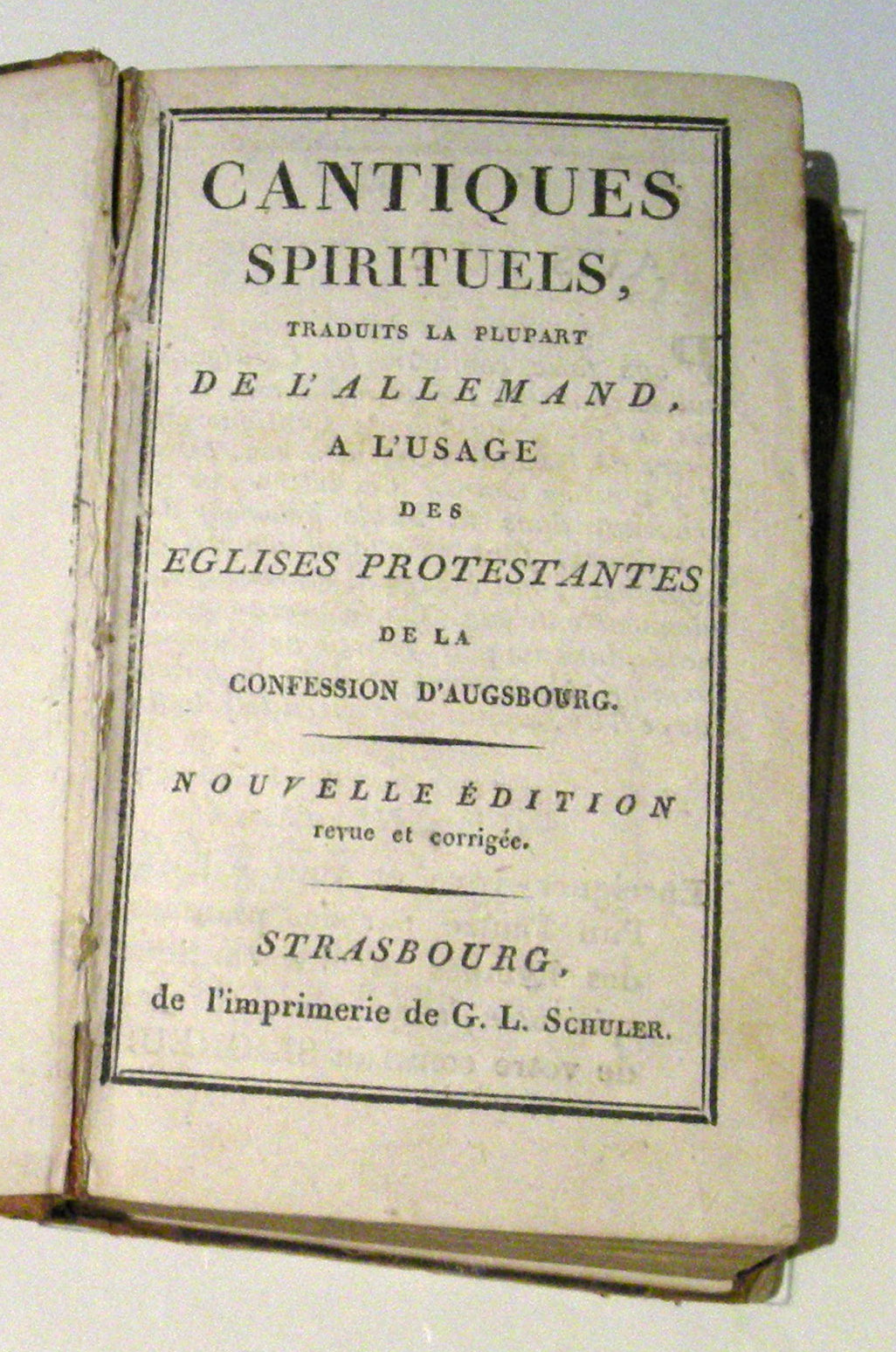
Page de titre des Cantiques destinés aux églises de la confession d'Augsbourg (fin du XVIIIe siècle).

### Les 28 articles
Le texte de 1530 comporte vingt-huit articles (lire en ligne).

### La formule de Concorde luthérienne
Une tentative de conciliation entre les théologiens de Wittemberg et les églises protestantes de Souabe et de Suisse se solda en 1536 par la concorde de Wittemberg, approuvée par Luther et ses partisans, ainsi que par Bucer et les églises de Souabe.
Remaniée par la « Formule de Concorde-Exposé de la doctrine luthérienne » en 1580, qui voulut mettre un terme aux divisions entre eux, la confession d'Augsbourg est la profession de foi des luthériens et la base de la « saine doctrine ». Son application est obligatoire dans toutes les Églises se réclamant de Luther.
Cette confession s'appuie sur un triple fondement : la justification par la foi du fidèle, le sacerdoce universel (tous les chrétiens sont égaux par le baptême et donc tous prêtres) et la Bible est reconnue comme la seule autorité puisqu'elle est le dépôt de la Révélation.
Trois sacrements seulement sont conservés (par opposition aux sept sacrements de la religion catholique) : le baptême, la pénitence et l'eucharistie. En ce qui concerne l'eucharistie, les luthériens croient en la présence réelle du Christ grâce au principe de la consubstantiation (il y a une coexistence des deux espèces, entre le vin/le pain et le sang/le corps du Christ).

## Impact du rejet de la confession

### La ligue de Smalkalde
Ce rejet poussa les princes luthériens à se coaliser, sous l'autorité de Philippe de Hesse et de l'électeur Jean Frédéric de Saxe, en une ligue offensive et défensive, dite ligue de Smalkalde, qui après de longs combats finit par obtenir la liberté de conscience lors de la paix d'Augsbourg.

### La diffusion de la confession
La réponse des luthériens du 22 septembre sera reprise par Mélanchthon sous la forme de son Apologie de la Confession d'Augsbourg, publiée en 1531.
La confession fut traduite en anglais en 1536 et eut une forte influence sur les rédacteurs des 39 articles de l'Église d'Angleterre, adoptés en 1563.
La confession d'Augsbourg a rencontré une large reconnaissance chez les Réformés : d'abord par les signataires de la Concorde de Wittemberg en mai 1536 (entre autres : Martin Bucer et Wolfgang Capiton), puis par des théologiens comme Jean Calvin (lors de son séjour à Strasbourg) ou Théodore de Bèze, qui l'a inclus dans son Harmonie des confessions de foi (éditions Salnar).
De même, l'Unitas Fratrum, ou Église morave, héritière du mouvement « hussite » du XVe siècle, considère la confession d'Augsbourg de 1530 comme sa seule Confession de Foi (ainsi qu'en témoigne August Spangenberg dans son ouvrage Idea Fidei Fratrum).